# Metacnephia hajotsdzorensis
Metacnephia hajotsdzorensis är en tvåvingeart som först beskrevs av Terteryan 1962.  Metacnephia hajotsdzorensis ingår i släktet Metacnephia och familjen knott. Inga underarter finns listade i Catalogue of Life.